# Chamberlin (cratère lunaire)
Pour les articles homonymes, voir Chamberlin.
Le cratère Chamberlin est un cratère d'impact de la face cachée de la Lune. Il est situé au sud-est du cratère Jeans (en) et le cratère Moulton y est attaché au sud. Au nord-est se situe le cratère de Chavagneux.